# Jeanne Herry

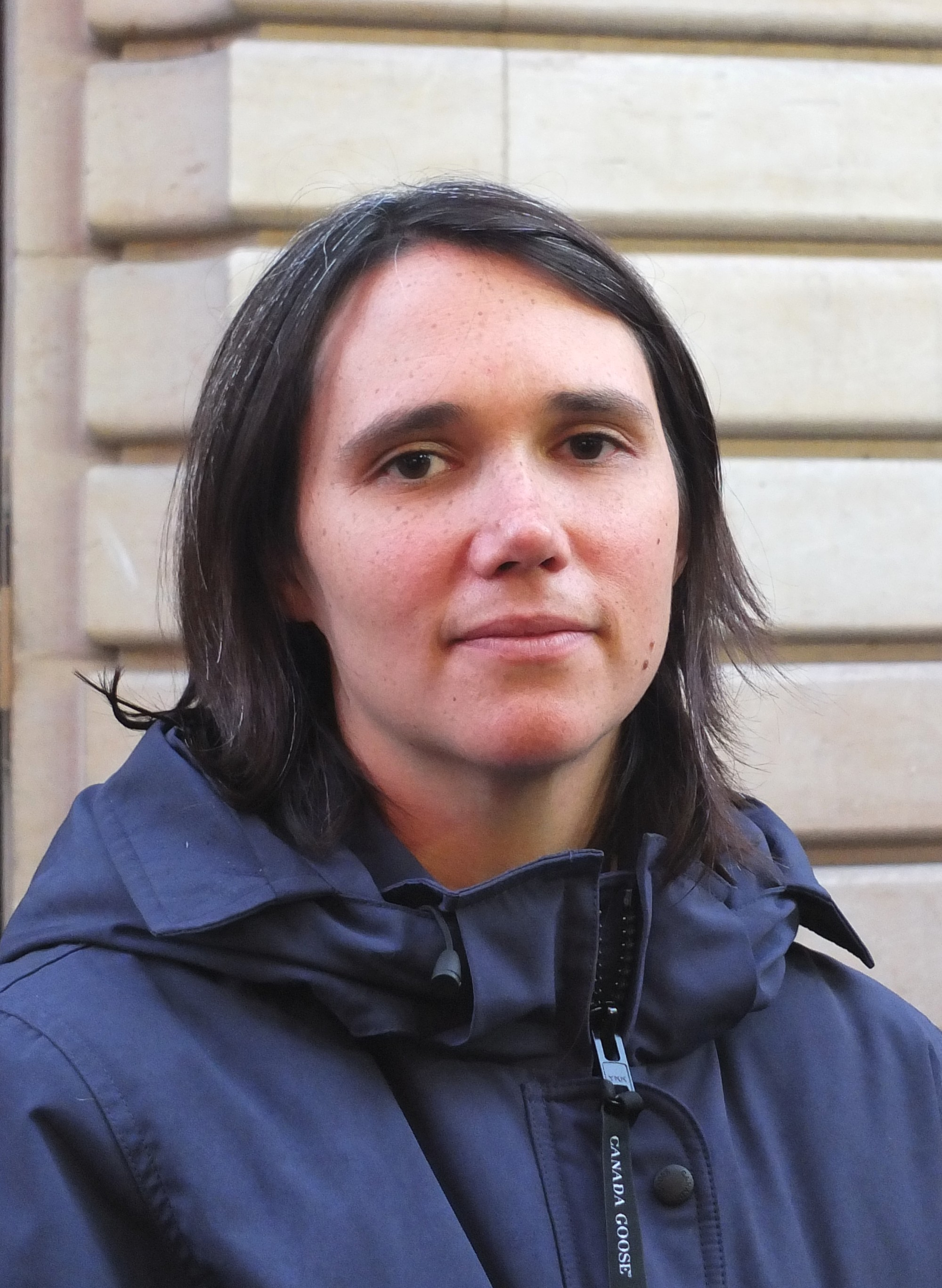
Jeanne Herry nel 2013

Jeanne Herry (19 aprile 1978) è un'attrice e regista francese nota per i film Pupille - In mani sicure (2018) ed Elle l'adore (2014).

## Biografia
Jeanne Herry è la figlia dell'attrice Miou-Miou e del cantautore Julien Clerc; è la sorellastra dell'autrice e regista Angèle Herry-Leclerc. Ha frequentato l'École Internationale du Théâtre e il Conservatoire national supérieur d'art dramatique a Parigi.
Nel 1990 ha debuttato come attrice nel film Milou a maggio di Louis Malle accanto a sua madre, con cui ha recitato anche nel film Une femme dans La tourmente nel 1995. Negli anni successivi ha preso parte alle serie Maigret, Clara Sheller e Chiami il mio agente!, inoltre ha recitato in diversi cortometraggi e film. 
La sua carriera di regista ha avuto inizio nel 2009 con il cortometraggio Marcher. Il suo primo lungometraggio, Elle l'adore, è stato nominato ai Premio Cèsar come miglior film dell'anno. Nel 2019 ha diretto per Canal+ la mini-serie Mouche, remake della serie tv britannica Fleabag.
Il suo secondo film Pupille - In mani sicure (Pupille) ha avuto un ottimo riscontro con ben sette candidature ai premi César 2019. Molto buona anche l'accoglienza per il suo terzo film Je verrai toujours vos visages  del 2023.
Jeanne Herry è autrice di un romanzo incentrato sulla morte del nonno paterno intitolato 80 étés (ed. Gallimard, 2005). 

## Vita privata
Ha due figli: Antoine (nato nel 2007) e Margaux (2010), nati dalla reazione con Francis, un addetto al montaggio per Le Grand journal di Canal+.

## Libri
- (FR) 80 étés, Gallimard, 2005, ISBN 9782070347445.

## Filmografia

### Attrice

#### Cinema
- Milou a maggio (Milou en mai), regia di Louis Malle (1990)
- Gabrielle, regia di Patrice Chéreau (2005)
- Jean-Philippe, regia di Laurent Tuel (2006)
- En compagnie des choses, regia di Éric-John Bretmel – cortometraggio (2006)
- J'attends quelqu'un, regia di Jérôme Bonnell (2007)
- La route, la nuit, regia di Marine Alice Le Dû – cortometraggio (2007)

#### Televisione
- Une femme dans la tourmente, regia di Serge Moati – serie TV (1995)
- Maigret, regia di Christian de Chalonge - serie TV, episodio 40 Maigret e Felicie (2002)
- La Nourrice, regia di Renaud Bertrand – film TV (2004)
- A cran, deux ans après, regia di Alain Tasma – serie TV (2004)
- Clara Sheller – serie TV, episodio 1x05 (2005)

### Regista

#### Cinema
- Marcher - cortometraggio (2009)
- Elle l'adore (2014)
- Pupille - In mani sicure (Pupille) (2018)
- Je verrai toujours vos visages (2023)

#### Televisione
- Chiami il mio agente! (Dix pour cent),  serie TV, episodio 1x05 (2017)
- Mouche - serie TV (2019)

## Teatro
- Forums (2020)

## Riconoscimenti
- Premio César
  - 2015 – Candidatura al Miglior Film per Elle l'adore
  - 2019 – Candidatura al Miglior film per Pupille - In mani sicure
  - 2019 – Candidatura alla Migliore regia  per Pupille – In mani sicure
  - 2019 – Candidatura alla Migliore sceneggiatura originale per Pupille – In mani sicure
- Premio Lumière
  - 2015 – Candidatura al Miglior Film per Elle l'adore
  - 2015 – Candidatura alla Migliore sceneggiatura per Elle l'adore
  - 2019 – Candidatura al Miglior Film per Pupille – In mani sicure
  - 2019 – Candidatura al Migliore regista per Pupille – In mani sicure
  - 2019 – Candidatura alla Migliore sceneggiatura per Pupille – In mani sicure
- Festival del cinema americano di Deauville
  - 2019 – Premio Michel d'Ornano per Elle l'adore
- Festival Internazionale del Cinema Norvegese
  - 2018  –   Premio Andreas per Pupille – In mani sicure
- Festival Internazionale del Film Francofono di Namur
  - 2018  –  Bayard d'oro alla Migliore sceneggiatura per Pupille – In mani sicure
- Premio Louis-Delluc
  - 2018  –  Candidatura al Miglior Film per Pupille – In mani sicure
- Shanghai International Film Festival
  - 2014  – Candidatura al Calice d'oro (Golden Goblet) per Elle l'adore

## Omaggi
- Nel 1980 Julien Clerc le ha dedicato la canzone Ma Doudou.[7]